# Conquer Divide
Conquer Divide — пост-хардкорная группа, подписанная на Artery Recordings, участницы которой являются выходцами из США, Великобритании и Канады (а одна из бывших участниц из Сербии). Хотя их официальная биография, размещенная на веб-сайте Artery Recordings, гласит, что они были сформированы в конце 2012 года, концепция группы существовала примерно с 2005 года, по словам их продюсера Джоуи Стерджиса.

## История
Группа была сформирована в Мичигане гитаристкой и автором песен Кристен Стерджис вместе с гитаристкой и вокалисткой Сьюзи Рейган. Изначально группа состояла из 5 участников после включения в него басистки Сары Стоунбрейкер, барабанщицы Тамары Тадич и певицы Киарели Кастильо в 2013 году. 1 марта 2014 года Conquer Divide объявили, что они приняли нового участника из Ливерпуля YouTube гитаристку Иззи Джонсон (Izzy Johnson), что привело к увеличению состава группы до 6 человек. Вскоре из-за непримиримых разногласий на замену Сьюзи пришла Джейнел Дуарте.
2 декабря 2013 года Conquer Divide выпустили лирик-видео для своего первого сингла «Eyes Wide Shut» на канале ютубера BryanStars. После релиза они получили несколько предложений от лейблов и в середине 2014 года подписались на Artery Recordings. Группа работала с продюсером Джоуи Стерджисом (We Came as Romans, Asking Alexandria, The Devil Wears Prada, Blessthefall) над их дебютным одноименным альбомом. На записи присутствует приглашенный вокал Дениса Шафоростова (известный его сценическим прозвищем Denis Stoff), экс-Asking Alexandria, а также вокал Эндрю Оливера из I See Stars на песне «Lost». Позже они опубликовали видео о процессе создания группы и альбома.
Их альбом был официально выпущен 24 июля 2015 года в Hard Rock Cafe в Лас-Вегасе, штат Невада. В тот же день альбом занял 4-е место в iTunes Metal Chart и 13-е место в чарте Billboard’s Top HeatSeekers. 24 мая 2016 года группа выпустила видео для своей песни «What’s Left Inside», которое более шести недель продержалось в топ-40 чарте Billboard Mainstream Rock, достигнув 23 позиции в августе 2016 года. Они были первой группой на Artery Recordings, трек которой присутствовал в действующей рок-ротации топ-40, согласно заявлению президента лейбла Шэн Дэн Хорэна на его личной странице в Facebook.
В поддержку своего альбома группа отправилась в Allstars Tour, который проходил по Северной Америке, а также на таких фестивалях, как South by Southwest, South by So What и Treasure Fest . Коллектив выступал с такими группами как Beartooth, Sirens and Sailors, Kublai Kahn, Myka Relocate, Phinehas, Ghost Key, Upon A Burning Body, Dance Gavin Dance, iwrestledabearonce, Capture The Crown, Dayshell, A Skylit Drive, Oceano, Within The Ruins и другими. 25 декабря 2015 года группа объявила на своей странице в Facebook, что басист Сара Стоунбрейкер покинет группу, сохранив с группой хорошие отношения, и что ее заменой станет Эшли Колби. 10 марта 2016 года вокалистка Джейнел Дуарте объявила, что Иззи Джонсон временно не сможет выступать с группой из-за операции на запястье. Она была заменена бывшим участником SycAmour с Hopeless Records Блейком Ховардом на один тур.
В течение октября 2015 года их музыкальное видео для песни «Nightmares» ежедневно показывалось в магазинах Journeys по всей стране. Видео для «What’s Left Inside» также ротировалось по всей стране в магазинах Journeys в 2016 году. 4 августа 2015 года гитарист Кристен Стерджис выпустила playthrough видео для сингла «Nightmares» на Guitar World. Группа также добилась успеха в японских чартах после партнерства с японским лейблом Five One Inc в феврале 2016 года. 24 мая 2016 года они выпустили lyric видео для акустической версии «Eyes Wide Shut» эксклюзивно для Японии. Трек «Sink Your Teeth Into This» участвовал в рекламе NHL для хоккейной команды Detroit Red Wings на радиостанции Windsor-Detroit’s 89x CIMX-FM.

## Стиль, влияния и лирическое содержание
Стиль группы был описан как металкор, пост-хардкор, скримо и рок. Среди влияний группы — August Burns Red, We Came as Romans и Parkway Drive, а Деми Ловато — одна из любимых певиц Кастильо. Иногда отмечается сходство звучания группы с более старыми металкорными группами, такими как Attack Attack!, что привело к тому, что MetalSucks назвали их «scenecore».
Лирическое содержание музыки группы вдохновлено главным образом личным опытом участников группы, который включает в себя отношения с предыдущими участниками группы, семью, зависимость и отношения.

## Совместная работа
Вокалистка Киарели Кастильо сотрудничала с вокалистом The Plot In You Лэндоном Тьюерсом в его одноименном сольном проекте. 14 декабря 2015 года они выпустили песню под названием «Waste of My Time». Она также исполнила кавер на «Scream» Майкла Джексона с немецкой группой Annisokay. Гитарист Кристен Стерджис сочинила вокальную мелодию для песни «Turn Back The Time» группы Miss May I из их альбома Deathless 2015 года. Она также записала gang vocals и перевела несколько песен на альбоме Pardon My French группы Chunk! No, Captain Chunk! в 2013 году. В 2018 году Кристен работала с популярным ютубером Meytal Cohen над женской интерпретацией трека «Into The Fire» группы Asking Alexandria для её новой серии видео «Co-Lab».

## Состав
- Изабель «Izzy» Джонсон — соло-гитара (2014-2018, с 2020)
- Кристен Стёрджис — ритм-гитара (с 2014), бас-гитара (с 2024, в студии 2013-2015), соло-гитара (2013-2014), бэк-вокал (с 2024)
- Киарели «Kia» Кастильо — чистый вокал (2013-2018, с 2020)
- Саманта «Sam» Ланда — ударные (c 2020)

Бывшие участники
- Жанель Дуарте — бас-гитара (2020-2024), экстрим-вокал (2014-2018, 2020-2024), бэк-вокал и иногда чистый вокал (2020-2024)
- Тамара Тадич — ударные (2013—2017)
- Сара Стоунбрейкер — бас-гитара (2013—2015)
- Эшли Колби — бас-гитара (2015—2017)
- Сьюзи Рейган — экстрим-вокал, ритм-гитара (2013—2014)

Концертные участники
- Блейк Ховард — соло-гитара (март-апрель 2016, заменяла Izzy)
- Нико Каррас — соло-гитара (октябрь-ноябрь 2022, заменяла Izzy)
- Мэдисон Спенсер — экстрим-вокал и чистый бэк-вокал (март-июль 2024)

## Звучание
Девушки играют музыку в жанре пост-хардкор. Интересен голос второй вокалистки Сьюзи — по своему тембру и мощности он не уступает жёсткому мужскому голосу и является разновидностью скримминга, ближе всего подходящего под его разновидность грим.
Своё вдохновение девушки брали от групп Parkway Drive и August Burns Red.
«Я находилась под влиянием команд в духе Parkway Drive и August Burns Red, — добавляет Иззи (Izzy). — Для меня имели значение мелодии и тяжесть, когда я решила присоединиться к группе».

## Дискография
| 1. Sink Your Teeth Into This 2. Self Destruct 3. Eyes Wide Shut 4. Nightmares 5. Lost 6. What’s Left Inside 7. At War 8. Despicable You 9. Heavy Lies The Crown 10. Broken | 1. "Atonement" 2. "N E W H E A V E N" 3. "Paralyzed" 4. "welcome2paradise" 5. "PRESSURE" 6. "system_failure" 7. "playing w/ fire" 8. "Over It." 9. "Afterthought.wav" 10. "the INVISIBLE" 11. "wide awake" 12. "OnlyGirl" 13. "gAtEkEePeR" |